# Bandiera della Repubblica Socialista Sovietica Lettone

Bandiera della Repubblica Socialista Sovietica Lettone

1940-1953

Questa bandiera fu adottata dalla Repubblica Socialista Sovietica Lettone il 17 gennaio 1953.
Prima di questa, dal 25 agosto 1940, la bandiera era rossa con il simbolo dorato della falce e martello nell'angolo in alto a sinistra, con la scritta in alfabeto latino LPSR (Latvijas Padomju Sociālistiskā Republika) sopra il simbolo in caratteri dorati.
Oggi, l'uso di questa bandiera in eventi pubblici è bandito.